# فهرست فیلم‌های غیر انگلیسی‌زبان برنده جایزه اسکار

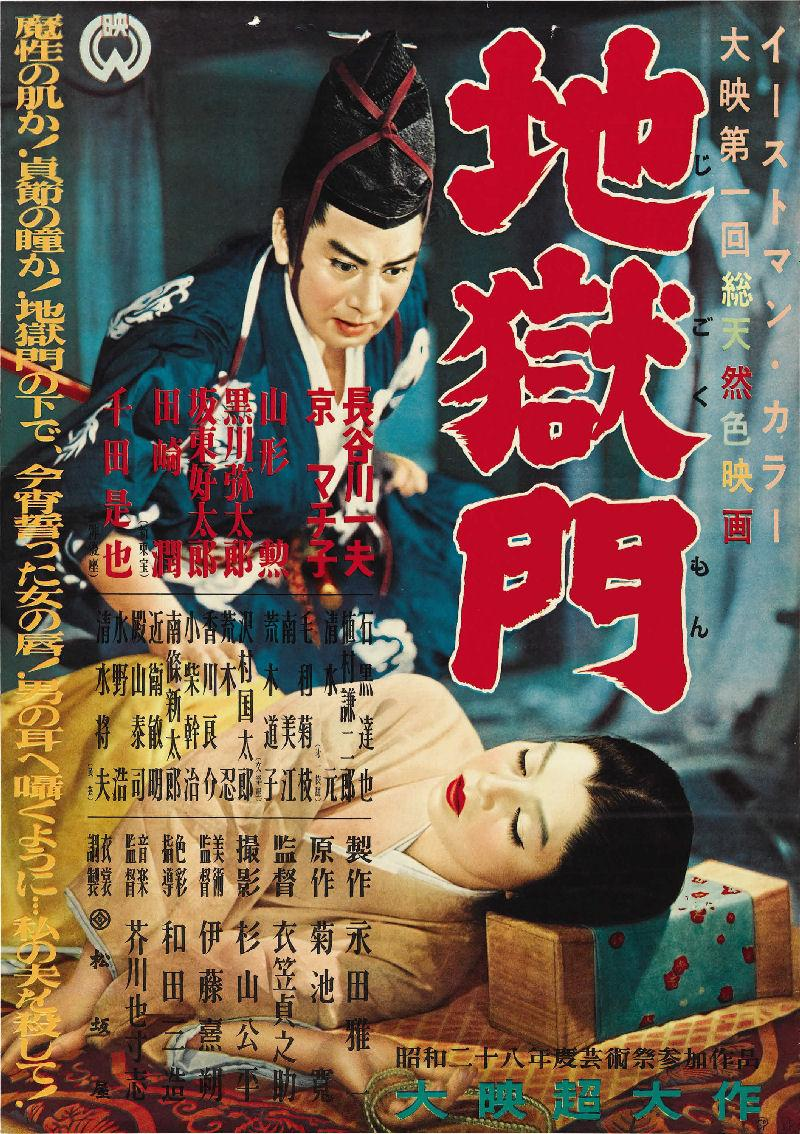
پوستر فیلم ژاپنی دروازه جهنم، دریافت‌کننده جایزه اسکار بهترین طراحی لباس و جایزه اسکار افتخاری

آکادمی علوم و هنرهای سینما از سال ۱۹۴۵ به فیلم‌های غیرانگلیسی‌زبان جایزه اسکار اهدا کرده‌است. آکادمی یک فیلم غیرانگلیسی‌زبان را به صورت فیلمی بلند که در خارج از ایالات متحده آمریکا ساخته شده باشد و زبان غالب آن غیرانگلیسی باشد تعریف می‌کند. فیلم‌هایی که در این شرط صدق کنند حائز شرایط لازم برای دریافت جایزه اسکار بهترین فیلم خارجی‌زبان می‌باشند. در صورتی که این فیلم‌ها در لس آنجلس ارائه شده باشند و شرایط خاص هر رده از جایزه اسکار را نیز برآورده کنند می‌توانند در رده‌های دیگر جایزه اسکار نیز نامزد شوند. علاوه بر این، فیلم‌های خارجی‌زبانی که در ایالات متحده ساخته شده باشند، نمی‌توانند در رشتهٔ بهترین فیلم خارجی‌زبان نامزد شوند، اما برای نامزد شدن در سایر رشته‌ها آزادند.
تا سال ۲۰۲۳، ۲۷ فیلم غیر انگلیسی‌زبان جایزه اسکار را خارج از رده جایزه بهترین فیلم غیر انگلیسی‌زبان برده‌اند. فیلم‌های حائز بیشتر تعداد جایزه عبارتند از فیلم سوئدی فنی و الکساندر، فیلم تایوانی ببر خیزان، اژدهای پنهان و فیلم آلمانی در جبهه غرب خبری نیست که هرکدام چهار جایزه اسکار شامل جایزه بهترین فیلم غیرانگلیسی‌زبان را برده‌اند. فیلم ببر خیزان، اژدهای پنهان و رما نامزد دریافت ده جایزه اسکار شدند که رکورد بیشترین نامزدی جایزه اسکار در بین تمامی فیلم‌های غیرانگلیسی‌زبان به‌شمار می‌آید. تا سال ۲۰۱۹ هیچ فیلم غیرانگلیسی‌زبان اسکار بهترین فیلم را نتوانسته بود برنده شود، هرچند ۸ فیلم غیرانگلیسی‌زبان نامزد دریافت این جایزه شده‌ بودند. سرانجام در سال ۲۰۲۰ فیلم انگل از کشور کره جنوبی محصول سال ۲۰۱۹ در ژانر کمدی سیاه دلهره‌آور به نویسندگی و کارگردانی بونگ جون-هو توانست علاوه بر جایزه اسکار بهترین فیلم خارجی‌زبان که در حال حاضر جایزه بهترین فیلم بین‌المللی نامیده می‌شود، جوایز بهترین فیلم، بهترین کارگردانی و بهترین فیلمنامه غیر اقتباسی را از آن خود کند.
آکادمی علوم و هنرهای سینما از سال ۱۹۵۶ تا کنون از صنعت فیلمسازی کشورهای مختلف دعوت به عمل می‌آورد تا بهترین فیلم‌هایشان را برای جایزه اسکار بهترین فیلم خارجی‌زبان ارسال کنند. کمیته جایزه فیلم خارجی زبان بر مراحل مختلف روند نامزد شدن این فیلم‌ها نظارت می‌کند. به دنبال این امر، آنها برای اینکه پنج نامزد نهایی این بخش را مشخص کنند از شیوه رأی‌گیری مخفی استفاده می‌کنند. تا قبل از اضافه شدن این بخش در سال ۱۹۵۶، هیئت مدیره گاورنر آکادمی هر ساله فیلمی را به عنوان بهترین فیلم خارجی منتشر شده در ایالات متحده در نظر می‌گرفت. لازم به ذکر است که در آن زمان هیچ فیلم ارسال شده‌ای وجود نداشت.

## فهرست
فیلم‌هایی که قادر به شرکت در رشتهٔ بهترین فیلم خارجی هستند، در صورتی می‌توانند در سایر رشته‌های آکادمی نیز رقابت کنند که در شهرستان لس‌آنجلس به نمایش درآیند. لازم به ذکر است که باید الزامات هر بخشی را که در آن شرکت می‌کنند برآورده کنند تا بتوانند نامزد شودند. در میان فیلم‌های غیر انگلیسی زبانی که خارج از بخش بهترین فیلم خارجی‌زبان، جایزه اسکار را برده‌اند، شش تای آنها موفق شدند که جایزه اسکار بهترین فیلم خارجی زبان را نیز دریافت کنند و در حالی که دو فیلم دروازه جهنم و واکسی جایزۀ افتخاری آکادمی را دریافت کردند.
| سال (مراسم) | عنوان فیلم هنگام نامزد شدن | عنوان اصلی                                    | دسته                                                    | برنده(ها) | کشور                                                              | زبان(ها)                                                |
| ----------- | -------------------------- | --------------------------------------------- | ------------------------------------------------------- | --- | ----------------------------------------------------------------- | ------------------------------------------------------- |
| ۱۹۴۵ (۱۸ام) | ماری-لوئیس                 | Marie-Louise                                  | نویسندگی (فیلم‌نامه غیراقتباسی)                          | ریچارد شوایتزر | سوئیس                                                             | زبان آلمانی                                             |
| ۱۹۵۴ (۲۷ام) | دروازه جهنم[الف]           | جیگوکومون (地獄門)                            | طراحی لباس (رنگی)                                       | سانزو وادا | ژاپن                                                              | زبان ژاپنی                                              |
| ۱۹۵۶ (۲۹ام) | بادکنک قرمز                | Le ballon rouge                               | نویسندگی (فیلم‌نامه غیراقتباسی)                          | آلبر لاموریس | فرانسه                                                            | زبان فرانسوی                                            |
| ۱۹۵۹ (۳۲ام) | سرنگتی نباید بمیرد         | Serengeti darf nicht sterben                  | فیلم مستند                                              | برنارد گریمک | آلمان                                                             | زبان آلمانی                                             |
| ۱۹۶۱ (۳۴ام) | زندگی شیرین                | La dolce vita                                 | طراحی لباس (سیاه و سفید)                                | پیرو گیراردی | ایتالیا                                                           | زبان ایتالیایی، زبان انگلیسی، زبان فرانسوی، زبان آلمانی |
| ۱۹۶۱ (۳۴ام) | دو زن                      | La ciociara                                   | بهترین بازیگر نقش اول زن                                | سوفیا لورن | ایتالیا فرانسه                                                    | زبان ایتالیایی، زبان آلمانی                             |
| ۱۹۶۲ (۳۵ام) | طلاق به سبک ایتالیایی      | Divorzio all'italiana                         | نویسندگی (داستان و نمایش‌نامه)                           | انیود کونچینی آلفردو جیانتی پیترو جرمی                                                                                 | ایتالیا                                                           | زبان ایتالیایی                                          |
| ۱۹۶۳ (۳۶ام) | هشت‌ونیم[ب]                 | ۸½                                            | طراحی لباس (سیاه و سفید)                                | پیرو گیراردی | ایتالیا                                                           | زبان ایتالیایی، زبان انگلیسی، زبان فرانسوی، زبان آلمانی |
| ۱۹۶۶ (۳۹ام) | یک مرد و یک زن[ب]          | Un homme et une femme                         | نویسندگی (داستان و نمایش‌نامه)                           | کلود لولوش (داستان و فیلم‌نامه) پیر اویترهوون (نمایش‌نامه)                                                               | فرانسه                                                            | زبان فرانسوی                                            |
| ۱۹۶۹ (۴۱ام) | زد[ب]                      | Z                                             | تدوین                                                   | فرانسواز بونو | الجزایر                                                           | زبان فرانسوی                                            |
| ۱۹۷۳ (۴۶ام) | فریادها و نجواها           | Viskningar och rop                            | فیلم‌برداری                                              | سون نیکویست | سوئد                                                              | زبان سوئدی                                              |
| ۱۹۸۳ (۵۶ام) | فنی و الکساندر[ب]          | Fanny och Alexander                           | طراحی صحنه فیلم‌برداری طراحی لباس                        | آنا اسپ (طراحی صحنه) سون نیکویست (فیلم‌برداری) ماریک ووس-لوند (طراحی لباس)                                              | سوئد                                                              | زبان سوئدی، زبان آلمانی، زبان ییدیش، زبان انگلیسی       |
| ۱۹۸۵ (۵۸ام) | آشوب                       | رَن (乱)                                       | طراحی لباس                                              | امی وادا | ژاپن                                                              | زبان ژاپنی                                              |
| ۱۹۹۰ (۶۳ام) | سیرانو دو برژراک           | Cyrano de Bergerac                            | طراحی لباس                                              | فرانکا اسکوارچاپینو | سینمای فرانسه                                                     | زبان فرانسوی                                            |
| ۱۹۹۵ (۶۸ام) | ایل پوستینو: پستچی         | Il postino                                    | موسیقی (موسیقی متن دراماتیک)                            | لوئیس باکالوف | ایتالیا                                                           | زبان ایتالیایی، زبان اسپانیایی                          |
| ۱۹۹۸ (۷۱ام) | زندگی زیباست[ب]            | La vita è bella                               | بازیگر نقش اول مرد موسیقی (موسیقی متن دراماتیک)         | روبرتو بنینی (بهترین بازیگر مرد) نیکولا پیووانی                                                                        | ایتالیا                                                           | زبان ایتالیایی، زبان آلمانی، زبان انگلیسی               |
| ۲۰۰۰ (۷۳ام) | ببر خیزان، اژدهای پنهان[ب] | وَهو کَنگ‌لَنگ (臥虎藏龍)                         | طراحی صحنه فیلم‌برداری موسیقی (موسیقی متن)               | تیم ییپ (طراحی صحنه) پیتر پائو (فیلم‌برداری) تان دان (بهترین موسیقی)                                                    | تایوان چین هنگ کنگ ایالات متحده آمریکا                            | زبان ماندارین                                           |
| ۲۰۰۲ (۷۵ام) | با او حرف بزن              | Hable con ella                                | نویسندگی (فیلم‌نامه غیراقتباسی)                          | پدرو آلمودوار | اسپانیا                                                           | زبان اسپانیایی                                          |
| ۲۰۰۴ (۷۷ام) | خاطرات موتورسیلکت          | Diarios de motocicleta                        | موسیقی (ترانه)                                          | خورخه درکسلر برای «در سوی دیگر رودخانه»                                                                                | برزیل آرژانتین شیلی فرانسه آلمان پرو بریتانیا ایالات متحده آمریکا | زبان کچوا، زبان اسپانیایی                               |
| ۲۰۰۶ (۷۹ام) | نامه‌هایی از ایوو جیما[پ]   | Letters from Iwo Jima                         | تدوین صدا                                               | باب آسمان الن رابرت موری                                                                                               | ایالات متحده آمریکا                                               | زبان ژاپنی، زبان انگلیسی                                |
| ۲۰۰۶ (۷۹ام) | هزارتوی پن                 | El laberinto del fauno                        | طراحی صحنه فیلم‌برداری چهره‌پردازی و آرایش مو             | یوجین کابالرو (طراحی صحنه) پیلار رویولتا (طراحی صحنه) گی‌یرمو نابارو (فیلم‌برداری) دیوید مارتی (گریم) مونتسه ریبه (گریم) | مکزیک اسپانیا                                                     | زبان اسپانیایی                                          |
| ۲۰۰۷ (۸۰ام) | زندگی گلگون                | La Môme                                       | بازیگر نقش اول زن چهره‌پردازی و آرایش مو                 | ماریون کوتیار (بهترین بازیگر زن) ژان آرچیبالد (گریم) دیدیه لاورن (گریم)                                                | ایالات متحده آمریکا فرانسه بریتانیا جمهوری چک                     | زبان فرانسوی                                            |
| ۲۰۱۸ (۹۱ام) | رما[ب]                     | Roma                                          | بهترین کارگردانی بهترین فیلم‌برداری                      | آلفونسو کوارون (بهترین کارگردان و همچنین بهترین فیلم‌بردار)                                                             | ایالات متحده آمریکا                                               | زبان اسپانیایی، مکزیکی                                  |
| ۲۰۱۹ (۹۲ام) | انگل                       | Gisaengchung (기생충)                         | بهترین فیلم بهترین کارگردانی بهترین فیلم‌نامه غیراقتباسی | کواک سین-آئه (بهترین فیلم) بونگ جون-هو (بهترین فیلم، کارگردان و فیلمنامه) هان جین-وون (بهترین فیلمنامه)                | کره جنوبی                                                         | زبان کره‌ای                                              |
| ۲۰۲۲ (۹۵ام) | در جبهه غرب خبری نیست[ب]   | Im Westen nichts Neues                        | بهترین فیلم‌برداری موسیقی بهترین طراحی صحنه              | جیمز فرند (فیلم‌برداری) کریستین ام. گلدبک (مدیر هنری) ارنشتاین هیپر (دکوراسیون صحنه) وولکر برتلمن (موسیقی)              | آلمان                                                             | آلمانی، فرانسوی                                         |
| ۲۰۲۲ (۹۵ام) | آرآرآر                     | آرآرآر                                        | موسیقی (ترانۀ اصلی)                                     | ام. ام. کیراوانی (موسیقی) چاندرابوس (شعر) برای «رقص رقص»                                                               | هند                                                               | تلوگویی، انگلیسی                                        |
| ۲۰۲۳ (۹۶ام) | گودزیلا منهای یک           | ゴジラ-1.0                                    | جلوه‌های تصویری                                          | تاکاشی یامازاکی کیوکو شیبویا ماساکی تاکاهاشی تاتسوجی نوجیما                                                            | ژاپن                                                              | ژاپنی                                                   |
| ۲۰۲۳ (۹۶ام) | منطقه دلخواه[ب]            | منطقه دلخواه[ب]                               | صداگذاری                                                | تارن ویلرز جانی برن | بریتانیا                                                          | آلمانی                                                  |
| ۲۰۲۳ (۹۶ام) | پسرک و مرغ ماهی‌خوار        | Kimitachi wa Dō Ikiru ka 君たちはどう生きるか | فیلم پویانمایی                                          | هایائو میازاکی (کارگردان) توشیو سوزوکی (تهیه‌کننده)                                                                     | ژاپن                                                              | ژاپنی                                                   |
| ۲۰۲۳ (۹۶ام) | ۲۰ روز در ماریپول          | 20 днів у Маріуполі                           | فیلم مستند                                              | ستیسلاو چرنوف (کارگردان و تهیه‌کننده) میچل میزنر (تهیه‌کننده) رانی ارانسون-رث (تهیه‌کننده)                                | اوکراین                                                           | اوکراینی، انگلیسی، روسی                                 |
| ۲۰۲۳ (۹۶ام) | آناتومی یک سقوط            | Anatomie d'une chute                          | فیلم‌نامه غیراقتباسی                                     | آرتور هراری ژوستین تریه                                                                                                | فرانسه                                                            | فرانسوی، انگلیسی                                        |

## فیلم‌های دوبله‌شده
| سال (مراسم) | عنوان فیلم هنگام نامزد شدن | عنوان اصلی                                    | دسته           | برنده(ها)      | کشور   | زبان(ها)     |
| ----------- | -------------------------- | --------------------------------------------- | -------------- | -------------- | ------ | ------------ |
| ۲۰۰۲ (۷۵ام) | شهر اشباح                  | سِن تو چیهیرو نو کامیکاکوشی (千と千尋の神隠し) | فیلم پویانمایی | هایائو میازاکی | ژاپن   | زبان ژاپنی   |
| ۲۰۰۵ (۷۸ام) | رژه پنگوئن‌ها               | La Marche de l'empereur                       | فیلم مستند     | لوک ژاکه       | فرانسه | زبان فرانسوی |

## واژه‌نامه
1. ↑  Al otro lado del río
2. ↑  Bub Asman
3. ↑  Pilar Revuelta
4. ↑  David Martí
5. ↑  Jan Archibald
6. ↑  Didier Lavergne